# Charles Vildrac
Charles Vildrac, narozený jako Charles Messager (22. listopadu 1882 Paříž – 25. června 1971 Saint-Tropez), byl francouzský spisovatel, básník, dramatik a libertariánský učitel.

## Životopis

### Rodina a škola
Charles Messager se narodil v Paříži, jeho otec byl Henry Messager, bývalý komunard, který byl v roce 1873 deportován do Nové Kaledonie a matka Mélanie Descorpsová, učitelka a ředitelka školy (na pařížské škole v ulici Keller). Studoval literaturu (němčinu a angličtinu) na Lycée Voltaire.
V roce 1900 se Charles Messager stal tajemníkem právníka Émila Bégise, který měl blízko k bratrům Goncourtovým (Edmond de Goncourt a Jules de Goncourt). V roce 1902 se seznámil s mladým Georgem Duhamelem, s nímž si zůstal blízký po většinu života, jeho sestru Rose Duhamelovou (1882) si v roce 1903 vzal za ženu. V prosinci 1970 se jako vdovec v Paříži oženil se Suzanne Rochatovou, která zemřela v roce 1990.

### Literární kariéra

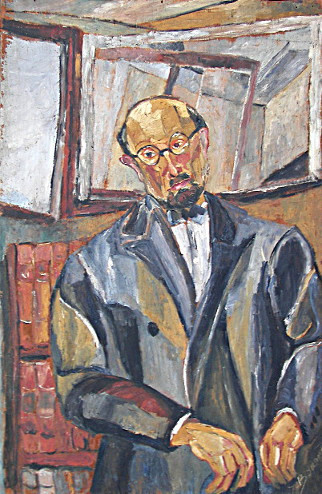
malovala Jossete Bournetová kolem roku 1930

Charles Messager debutoval v roce 1901 pamfletem proti Gustavu Kahnovi a Francisi Vielé-Griffinovi, propagátorům "vers-librisme", a poté přijal novou formu, založenou na rytmické konstantě, kde je asonance upřednostňována před rýmem. Zdálo se mu, že tato forma odpovídá lidskému dechu a že se lépe, než kterákoli jiná hodí k vyjádření moderní reality, a dokonce i k určitému sociálnímu básnickému humanismu, jehož byl stoupencem.
Jeho první dílo, Livre d'amour, vydané v roce 1910, bylo považováno za jeho mistrovské dílo. Vybral si pseudonym Vildrac s odkazem na Wildrakea, postavu z Woodstocku, románu Waltera Scotta.
Od prosince 1905 do léta 1906 pracoval Charles Vildrac na přípravných schůzkách s Georgesem Duhamelem, René Arcosem, Albertem Gleizesem, Lucienem Linardem a Jacquesem d'Otémarem na založení umělecké komuny Abbaye de Créteil.
Novou prozódii, které zůstal věrný, zdůvodnil v knize Notes sur la technique poétique (1910), napsané ve spolupráci s Georgesem Duhamelem. Mezitím vydal Poèmes (1905), Livre d'amour (1910), následovaly Découvertes (1912) a Chants du désespéré (1929). Vildracův básnický jazyk byl přímý, konkrétní, lehce libozvučný a popisný. Ve svých dílech evokoval svět obývaný vykořeněnými lidmi, kteří nejsou schopni jít za svými sny až do konce.
Jeho optimismus a prostota ovlivnily řadu básníků, zejména Paula Éluarda v Devoir et l'Inquiétude. Charles Vildrac se však neproslavil svou poezií, ale divadlem, zejména hrou Le Paquebot Tenacity (1920). Napsal také Récits (1926), cestopis (Russie neuve) a několik románů pro mládež.
V letech 1904–1930 provozoval pod vedením své ženy Rosy galerii na adrese 11 rue de Seine, kde vystavoval díla Maurice-Edme Drouarda, Manuela Rendóna Seminaria, Othona Friesze, Maurice Vlamincka, Charlese Dufresna, Victora Duponta, Maurice Esmeina a dalších. Dne 12. ledna 1921 otevřel jako prezident společnosti Devambez první a jediný Salon anonymní tvorby ve společnosti Maurice Loutreuila, Émila Perrina a Andrého Deslignèrese.
Za první světové války byl spolu s Romainem Rollandem pacifistou, měl blízko k socialismu a poté byl bojovníkem hnutí „Clarté“. Od konce 20. let se stal sympatizantem sovětského Ruska. Byl členem Sdružení revolučních spisovatelů a umělců (AEAR). Od roku 1944 až do svého odstoupení v roce 1953 byl členem řídícího výboru Národního výboru spisovatelů (CNE).
Byl autorem povídek a románů pro mládež, vydávaných nakladatelstvím Bourrelier & Sudel. Vybrané části jeho díla se dlouho objevovaly v příručkách pro učitele základních škol. Byl předsedou poroty Ceny pro mládež.

### Pocty
Georges Duhamel ho vykreslil prostřednictvím postavy Justina Weilla ve své Chronique des Pasquier, která vycházela v letech 1933 až 1945. Malíř Gaston Thiesson namaloval portrét Charlese Vildraca v roce 1913. Obraz byl vystaven v knihovně Georgese-Duhamela v Mantes-la-Jolie během retrospektivy Charlese Vildraca.
Roku 1973 byla jeho jménem zřízena cena za poezii: Charles Vildrac Poetry Prize.

## Dílo

### Knihy
- Le Verlibrisme (1901)
- Poèmes (1905)
- Images et Mirages (1907), recueil de poèmes
- Livre d’amour (1910), recueil de poèmes, rééd. Le Temps des cerises
- Notes sur la technique poétique (1910)
- Découverte (1912), récit
- Chants du désespéré (1920), recueil de poèmes
- Le Paquebot Tenacity (1920), pièce de théâtre montée au Vieux-Colombier par Jacques Copeau, publié aux Éditions du Sablier (1919) avec des bois de Frans Masereel; porté au cinéma par Julien Duvivier en 1934 (Le Paquebot Tenacity)
- L'Indigent (1920), pièce de théâtre jouée par les Pitoëff
- Michel Auclair (1922), pièce en 3 actes jouée au Vieux-Colombier
- Le Pèlerin (1923), pièce en 1 acte jouée au théâtre des Champs-Elysées
- L'Île rose (1924), roman pour enfants
- Poèmes de l’Abbaye (1925), recueil de poèmes
- Madame Béliard (1925), pièce de théâtre jouée par Louis Jouvet et Valentine Tessier
- Récits (1926),
- Prolongement (1927), recueil de poèmes
- D’un voyage au Japon (1927), récit de voyage
- Chants du désespéré (1929)
- La Brouille (1930), pièce de théâtre
- La Colonie (1930), roman pour enfants (suite de L'Île rose)
- Les Lunettes du lion (1932), conte pour enfants, illustré par Edy Legrand, éd. P. Hartmann
- La Famille Moineau (1932), conte pour enfants, illustré par J. A. Cante, éd. Bourrelier
- Le Jardinier de Samos (1932), pièce de théâtre
- Milot (1933), conte pour enfants
- Bridinette (1935), conte pour enfants
- Poucette (1936), pièce de théâtre
- " L'enfant " / Revue Mieux Vivre n°7 – Juillet 1936 éditée par Formule Jacquemaire n°60
- L'œuvre peint d'Eugène Dabit (1937), monographie
- Russie neuve (Émile-Paul frères, 1937; rééd. Raisons d’être, 1947), récit de voyage
- L'Air du temps (1938), pièce de théâtre
- Trois mois de prison (1942)
- L'Honneur des poètes (1943), recueil collectif où il publie sous le pseudonyme de Robert Barade
- Lazare (1945), in Chroniques de Minuit, Les Éditions de Minuit, p. 15–39
- D’après l’écho (1949)
- Amadou le Bouquillon (1949), conte pour enfants
- Pages de journal (1968)
- Souvenirs militaires de la Grande Guerre, édition annotée et introduite par Georges Monnet, Éditions Claire Paulhan Paris, 2021, 288 p.

### Článek
- "Henry de Waroquier", Art & Décoration, vol. XLII, juillet-décembre 1922, pp. 103–110.

### V češtině
- Drama – úvod František Sekanina, přeložil Arnošt Procházka; in: 1000 nejkrásnějších novel... č. 86. Praha: J. R. Vilímek, 1915
- Michal Auclair – př. Josefa Hrdinová; upravil a obálku vyryl Josef Čapek. Praha: Otakar Štorch-Marien, 1922
- Objevy – př. J. Hrdinová; upravil a obálku vyryl J. Čapek. Praha: Aventinum, 1923[1]
- Růžový ostrov – př. J. Hrdinová. Praha: Jan Fromek, 1925
- Svár: komedie o třech dějstvích – př. J. Hrdinová. 1931
- Osada Růžového ostrova – př. Josef Volf; s 86 obrázky Edy Legranda a 1 mapkou. Praha: Alois Neubert, 1932
- Gita na vsi – př. Jaroslav Poch; se 73 ilustracemi Otakara Fuchse. Praha: Družstevní práce, 1937
- Statečné srdce – př. Růžena Pochová; s 20 ilustracemi Josefa Nováka. Praha: Družstevní práce, 1938
- Kniha lásky – př. Vladimír Holan. Praha: Kruh krásné knihy, 1947
- Růžový ostrov – př. J. Hrdinová a J. Volf; ilustrace, obálka a vazba podle návrhů Dagmar Berkové. Praha: Mladá fronta, 1948
- Lev a jeho brýle – J. Hrdinová; ilustroval Jan Solovjev. Praha: SNDK, 1949
- Na vlastní pěst – př. J. a R. Pochovi. Praha: SNDK, 1958
- Lev a jeho brýle – J. Hrdinová; ilustroval Jean Giannini. Praha: SNDK, 1961
- Kozlíček Kaštánek: pro malé čtenáře – př. Zdeňka Stavinohová; ilustroval Jean Giannini, Praha: SNDK, 1964
- Růžový ostrov; Osada Růžového ostrova – př. Miroslav Drápal; ilustroval Jindřich Kovařík. Praha: Albatros, 1971